# Eleição municipal de São José em 2020
A eleição municipal da cidade de São José em 2020 foi realizada no dia 15 de novembro para eleger um prefeito, um vice-prefeito e dezenove vereadores responsáveis pela administração da cidade. Originalmente, as eleições ocorreriam em 4 de outubro e 25 de outubro (para as cidades com possibilidade de segundo turno), porém, com o agravamento da pandemia de COVID-19 no Brasil, as datas foram modificadas.
A então prefeita Adeliana Dal Pont, do Partido Social Democrático (PSD), já havia sido reeleita nas eleições de 2016 e por isso não poderia mais concorrer. Orvino Coelho de Ávila, também do PSD, foi eleito com 26,57% dos votos, e dezenove vereadores foram escolhidos entre os 365 candidatos, um dos maiores números de postulantes da história. Os mandatos iniciaram em 1° de janeiro de 2021, indo até 31 de dezembro de 2024.
Segundo o Tribunal Superior Eleitoral, votaram em 2020 120.368 eleitores, com 50.449 abstenções. Com 170.817 eleitores aptos, São José é o quatro maior colégio eleitoral do estado e a maior cidade catarinense fora da lista de cidades que podem ter segundo turno.

## Antecedentes

### Contexto político nacional e estadual
As eleições municipais de 2020 foram as primeiras após a vitória de Jair Bolsonaro, que foi eleito presidente da República nas eleições de 2018, sendo o marco da onda conservadora que levou muitos dos "outsiders" - pessoas que até então não participavam da política ou tinham cargos anteriores - ao poder, sob o argumento da renovação da política. Santa Catarina teve um governador outsider eleito, Carlos Moisés, que nunca tinha disputado um cargo público, pelo mesmo Partido Social Liberal (PSL) de Bolsonaro, que em 2018 saiu de um partido pequeno para uma das maiores bancadas do Congresso Nacional. No segundo turno de 2018 em São José, Bolsonaro recebeu 73,24% dos votos dos josefenses e Moisés, 71,01%, seguindo a tendência observada em Santa Catarina.
Entretanto, após cerca de dois anos do chamado bolsonarismo no poder executivo nacional, alguns acontecimentos modificaram o novo status político. Por diversos motivos, alguns dos aliados de Bolsonaro deixaram o governo e o presidente tentou criar um partido próprio, deixando o PSL, que acabou se dividindo entre segui-lo ou não - muitos ficaram para disputar as eleições, já que o novo partido não ficou pronto. Moisés se manteve no PSL, e, mais moderado, acabou se opondo aos bolsonaristas. Ele acaba sofrendo em 2020 um processo de impeachment cujo julgamento ocorreu em meio ao período eleitoral, e ele passou o pleito afastado do cargo - ele foi inocentado e reconduzido depois. Em paralelo a isso, as oposições se organizaram para reverter as derrotas e disputar as prefeituras, enquanto diversas candidaturas procuraram aproveitar a onda conservadora. Outros candidatos mais ao centro se colocaram como opções moderadas.
Essas disputas políticas e cenário aberto levaram a formação de nove chapas para a disputa da prefeitura de São José, contrastando com os pleitos anteriores, quando o número de postulantes ao cargo foi de seis em 2016 e quatro em 2012, sendo que em 2012 apenas dois candidatos passaram dos 10% dos votos. Foi, se não o maior, um dos maiores número de candidatos a prefeito e a vereador da história - nos registros históricos do Tribunal Regional Eleitoral (TRE) de Santa Catarina, que tem dados desde 1982, nunca houve uma eleição com nove ou mais candidatos a prefeito.

### Contexto político local
Essa foi a primeira eleição para prefeitura de São José desde 2004 em que a atual prefeita Adeliana Dal Pont (PSD) não disputou o cargo, visto que não pode mais ser reeleita após ter ganhado as últimas duas disputas. O partido da prefeita escolheu como candidato Orvino Coelho da Ávila, vereador desde 1977 - era um dos que estava a mais tempo no cargo no Brasil - na maior chapa da eleição, com sete partidos, incluindo o MDB, que foi rival do PSD em 2016 e 2012. Orvino ainda foi ex-secretário do governo Dário Berger (1996-2004), seu aliado político, e todos os eleitos após Dário foram secretários da gestão dele.
O PSDB não governa a cidade desde 2008, e após ser aliado de Adeliana na vitória de 2012, com José Natal Pereira se tornando vice-prefeito, lançou um candidato próprio na eleição de 2016, Mário Marcondes, após Natal deixar o partido para tentar ser prefeito pelo MDB. Tanto Marcondes quanto Natal perderam. Em 2020, o PSDB formou uma chapa com o PP e apostou em um outsider populista, o comunicador Luiz Carlos Goedert, o "Luizinho da Regional", tendo este migrado de seu antigo domicílio eleitoral, Santo Amaro da Imperatriz, onde fundou a Regional FM, rádio que lhe dá o apelido. Outro comunicador que se lançou foi o ex-deputado estadual Roberto Salum, pelo Patriota, em chapa com o PRTB.
O PSL, reforçado após as eleições de 2018 e coligado com outros quatro partidos, lançou Fernando Anselmo, que já havia sido candidato em 2016 pelo PDT. O PDT, por sua vez, lançou Moacir da Silva, vereador a dois mandatos, numa chapa com o PSOL. Outros vereadores lançaram candidaturas em chapas puras, com Clonny Capistrano pelo PL e Antônio Lemos pelo Republicanos. O PT também lançou um candidato próprio em chapa pura, Ary Martins, assim como o Partido Novo, com Thiago Paulo.
Duas pesquisas foram registradas no TSE para São José, sendo que apenas uma seria divulgada, no dia 12 de novembro. Entretanto, uma das coligações questionou na Justiça Eleitoral a lisura da pesquisa, o que levou a suspensão da sua divulgação. Assim, a cidade votou sem ter tido nenhuma pesquisa eleitoral divulgada.

### Pandemia e novas regras eleitorais
O contexto político das eleições municipais de 2020 ainda teve as questões relacionadas a pandemia de COVID-19 no Brasil, que além de mudar as datas da votação, fez com que os partidos remodelem suas estratégias de campanha. Alguns partidos recorreram a mídias digitais para lançar suas pré-candidaturas. O Tribunal Superior Eleitoral (TSE) autorizou os partidos a realizarem as convenções para escolha de candidatos aos escrutínios por meio de plataformas digitais de transmissão, para evitar aglomerações que possam proliferar o coronavírus. Os debates entre candidatos nas cidades, comuns em outros anos, foram reduzidos, modificados ou nem foram propostos. São José teve apenas um, organizado pela seção da Ordem dos Advogados do Brasil da cidade, feito de forma virtual. Dois dos candidatos, Orvino Coelho de Ávila e Antônio Lemos Filho, foram contaminados, sendo que Lemos chegou a ser internado na UTI, mas se recuperou. A pandemia também levou as decisões tomadas para a contenção da doença se tornaram fatores políticos relevantes.
A partir das eleições de 2020, foi colocada em prática a Emenda Constitucional 97/2017, que proíbe a celebração de coligações partidárias para as eleições legislativas, o que levou a eleição de 2020 a bater o recorde de candidaturas em nível nacional. São José teve 365 candidatos a vereador, um aumento considerável em relação aos 215 que disputaram em 2016.

## Candidatos a prefeito
Nota: a tabela a seguir está organizada por ordem alfabética de candidatos.
| Nº | Prefeito(a)  | Prefeito(a)                    | Prefeito(a)  | Prefeito(a)                                          | Vice-prefeito(a) | Vice-prefeito(a) | Vice-prefeito(a)                | Vice-prefeito(a) | Vice-prefeito(a)                     | Coligação Partido(s)                                                |
| Nº | Candidato(a) | Candidato(a)                   | Partido      | Ocupação                                             | Candidato(a)     | Candidato(a)     | Candidato(a)                    | Partido          | Ocupação                             | Coligação Partido(s)                                                |
| -- | ------------ | ------------------------------ | ------------ | ---------------------------------------------------- | ---------------- | ---------------- | ------------------------------- | ---------------- | ------------------------------------ | ------------------------------------------------------------------- |
| 10 |              | Antônio Lemos Filho            | Republicanos | - Vereador de São José (2017-2020)                   |                  |                  | Juliana Cardoso Venâncio        | Republicanos     | - Técnica de Enfermagem              | Sem coligação                                                       |
| 13 |              | Ary Candido Martins Filho      | PT           | - Aposentado                                         |                  |                  | José Wilson de Oliveira Taveira | PT               | - Corretor                           | Sem coligação                                                       |
| 22 |              | Clonny Capistrano Maia de Lima | PL           | - Advogado - Vereador de São José (2013-2020)        |                  |                  | Osmarino Canosi dos Santos      | PL               | - Policial Militar                   | Sem coligação                                                       |
| 17 |              | Fernando Anselmo Pereira       | PSL          | - Advogado                                           |                  |                  | Helio Francisco da Costa Junior | PODE             | - Publicitário                       | Vem Ser São José (PSL, Solidariedade, Cidadania, PODE e PTB)        |
| 45 |              | Luiz Carlos Goedert            | PSDB         | - Empresário e comunicador                           |                  |                  | Pedro Antonio de Souza          | PP               | - Corretor                           | São José Mais Forte (PP, PSDB)                                      |
| 12 |              | Moacir da Silva                | PDT          | - Administrador - Vereador de São José (2008 a 2020) |                  |                  | Edson Garcia Fortuna            | PSOL             | - Servidor público civil aposentado  | São José Melhor pra Todos (PSOL e PDT)                              |
| 55 |              | Orvino Coelho de Ávila         | PSD          | - Advogado - Vereador de São José (1977 a 2020)      |                  |                  | Michel da Silva Schlemper       | MDB              | - Vereador de São José (2009 a 2020) | Experiência faz a Diferença (DEM, MDB, Avante, PSD, PSC, PROS, PSB) |
| 51 |              | Roberto Luiz Salum             | PATRI        | - Jornalista e Redator                               |                  |                  | Helio Gonçalves                 | PRTB             | - Empresário                         | São José de Volta Ao Povo (PATRI, PRTB)                             |
| 30 |              | Thiago Paulo Silva de Oliveira | NOVO         | - Economista                                         |                  |                  | Dayanne da Silva Borges         | NOVO             | - Nutricionista                      | Sem coligação                                                       |

## Resultados

### Eleição municipal de São José em 2020 para Prefeito
Em uma eleição disputada, o vereador Orvino Coelho de Ávila foi eleito o novo prefeito, mantendo o domínio do PSD da então prefeita Adeliana Dal Pont em São José. Devido ao grande número de chapas, os votos foram distribuídos e o vencedor não chegou a um terço dos votos válidos.
| 1º Turno 15 de novembro de 2020 | 1º Turno 15 de novembro de 2020 | 1º Turno 15 de novembro de 2020 | 1º Turno 15 de novembro de 2020 |
| Candidato(a)                    | Vice                            | Votação                         | Votação                         |
| Candidato(a)                    | Vice                            | Total                           | Porcentagem                     |
| ------------------------------- | ------------------------------- | ------------------------------- | ------------------------------- |
| Orvino Coelho de Ávila (PSD)    | Michel Schlemper (MDB)          | 26.897                          | 26,57%                          |
| Fernando Anselmo (PSL)          | Hélio Costa Jr. (PODE)          | 15.786                          | 15,59%                          |
| Moacir da Silva (PDT)           | Edson Fortuna (PSOL)            | 12.458                          | 12,31%                          |
| Luizinho da Regional (PSDB)     | Peduca (PP)                     | 12.105                          | 11,96%                          |
| Antônio Lemos (Republicanos)    | Juliana Cardoso (Republicanos)  | 9.541                           | 9,43%                           |
| Thiago Paulo (NOVO)             | Day Borges (NOVO)               | 9.508                           | 9,39%                           |
| Clonny Capistrano (PL)          | Sargento Canossi (PL)           | 6.887                           | 6,80%                           |
| Roberto Salum (PATRI)           | Hélio Gonçalves (PRTB)          | 4.110                           | 4,06%                           |
| Ary Martins (PT)                | Wilson Taveira (PT)             | 3.937                           | 3,89%                           |
| Total de votos válidos          | Total de votos válidos          | 101.229                         | 100,00%                         |
| Votos apurados                  |                                 |                                 |                                 |
| Votos válidos                   | Votos válidos                   | 101.229                         | 84,10%                          |
| Votos em branco                 | Votos em branco                 | 8.219                           | 6,83%                           |
| Votos nulos                     | Votos nulos                     | 10.920                          | 9,07%                           |
| Total de votos apurados         | Total de votos apurados         | 120.368                         | 100,00%                         |
| Eleitores                       |                                 |                                 |                                 |
| Comparecimento                  | Comparecimento                  | 120.368                         | 70,47%                          |
| Abstenções                      | Abstenções                      | 50.449                          | 29,53%                          |
| Total de eleitores              | Total de eleitores              | 170.817                         | 100,00%                         |

| Partido | Partido | Candidato              | Votos   | Votos (%) |
| ------- | ------- | ---------------------- | ------- | --------- |
|         | PSD     | Orvino Coelho da Ávila | 26 897  | 26,57%    |
|         | PSL     | Fernando Anselmo       | 15 786  | 15,59%    |
|         | PDT     | Moacir da Silva        | 12 458  | 12,31%    |
|         | PSDB    | Luizinho da Regional   | 12 105  | 11,96%    |
|         | REP     | Antônio Lemos          | 9 541   | 9,43%     |
|         | NOVO    | Thiago Paulo           | 9 508   | 9,39%     |
|         | PL      | Clonny Capistrano      | 6 887   | 6,8%      |
|         | PATRI   | Roberto Salum          | 4 110   | 4,06%     |
|         | PT      | Ary Martins            | 3 937   | 3,89%     |
| Totais  | Totais  | Totais                 | 101 229 |           |

### Eleição municipal de São José em 2020 para Vereador
Foram eleitos em 2020 dezenove vereadores para compor a 20ª legislatura josefense com um total de 104.724 votos válidos. Apenas seis foram reeleitos em comparação a composição formada em 2016. O PSD, com seis cadeiras, se manteve o maior partido da Câmara Municipal, incluindo o mais votado, Jair Costa, e a segunda mais votada, Méri Hang, sendo que os partidos da coligação para o executivo do qual o PSD fez parte, "Experiência faz a Diferença", ficaram com onze vagas, mais da metade da Câmara, garantindo governabilidade ao prefeito eleito. Outros destaques foram as primeiras cadeiras josefenses indo para o Patriota e para o Partido Novo - este último com o segundo vereador mais votado, Cryslan Jorjan de Moraes, empatado com Méri Hang - e a segunda eleição seguida sem o PT conseguir uma vaga - apesar da décima candidata mais votada ser petista, o partido não atingiu o quociente eleitoral necessário. O PSDB perdeu as duas cadeiras que conseguiu na eleição anterior mesmo liderando uma chapa com o Progressistas, que também não conseguiu uma vaga. Já o Podemos fez seu primeiro vereador após a mudança do nome e a fusão com o PHS, que tinha conseguido uma vaga em 2016.

#### Composição
| PSD: 6 cadeiras MDB: 3 cadeiras Republicanos: 2 cadeiras PSL: 1 cadeiras DEM: 1 cadeira NOVO: 1 cadeira PODE: 1 cadeira PL: 1 cadeira PDT: 1 cadeira PSB: 1 cadeira PATRIOTA: 1 cadeira | PSD: 6 cadeiras MDB: 3 cadeiras Republicanos: 2 cadeiras PSL: 1 cadeiras DEM: 1 cadeira NOVO: 1 cadeira PODE: 1 cadeira PL: 1 cadeira PDT: 1 cadeira PSB: 1 cadeira PATRIOTA: 1 cadeira | PSD: 6 cadeiras MDB: 3 cadeiras Republicanos: 2 cadeiras PSL: 1 cadeiras DEM: 1 cadeira NOVO: 1 cadeira PODE: 1 cadeira PL: 1 cadeira PDT: 1 cadeira PSB: 1 cadeira PATRIOTA: 1 cadeira | PSD: 6 cadeiras MDB: 3 cadeiras Republicanos: 2 cadeiras PSL: 1 cadeiras DEM: 1 cadeira NOVO: 1 cadeira PODE: 1 cadeira PL: 1 cadeira PDT: 1 cadeira PSB: 1 cadeira PATRIOTA: 1 cadeira | PSD: 6 cadeiras MDB: 3 cadeiras Republicanos: 2 cadeiras PSL: 1 cadeiras DEM: 1 cadeira NOVO: 1 cadeira PODE: 1 cadeira PL: 1 cadeira PDT: 1 cadeira PSB: 1 cadeira PATRIOTA: 1 cadeira | PSD: 6 cadeiras MDB: 3 cadeiras Republicanos: 2 cadeiras PSL: 1 cadeiras DEM: 1 cadeira NOVO: 1 cadeira PODE: 1 cadeira PL: 1 cadeira PDT: 1 cadeira PSB: 1 cadeira PATRIOTA: 1 cadeira | PSD: 6 cadeiras MDB: 3 cadeiras Republicanos: 2 cadeiras PSL: 1 cadeiras DEM: 1 cadeira NOVO: 1 cadeira PODE: 1 cadeira PL: 1 cadeira PDT: 1 cadeira PSB: 1 cadeira PATRIOTA: 1 cadeira |
| Partido | Partido | Câmara Municipal de São José | Câmara Municipal de São José | Câmara Municipal de São José | Câmara Municipal de São José | Câmara Municipal de São José |
| Partido | Partido | Votos | % | Assentos | % de assentos | +/– |
| --- | --- | --- | --- | --- | --- | --- |
| | PSD | 23.585 | 22,52% | 6 | 31,57% | Estável |
| | MDB | 12.090 | 11,54% | 3 | 15,78% | 2 |
| | REP | 8.772 | 8,37% | 2 | 10.52% | 2 |
| | PSL | 7.796 | 7,44% | 1 | 5.26% | Novo |
| | DEM | 6.860 | 6,55% | 1 | 5.26% | 1 |
| | NOVO | 6.378 | 6,09% | 1 | 5.26% | Novo |
| | PODE | 6.029 | 5,75% | 1 | 5.26% | Estável |
| | PL | 5.645 | 5,39% | 1 | 5.26% | Novo |
| | PDT | 5.558 | 5,30% | 1 | 5.26% | Estável |
| | PSB | 4.214 | 4,02% | 1 | 5.26% | Novo |
| | PATRI | 3.918 | 3,74% | 1 | 5.26% | Novo |
| | PT | 3.483 | 3,32% | 0 | 0% | Estável |
| | PRTB | 2.290 | 2,18% | 0 | 0% | Estável |
| | PSOL | 2.043 | 1,95% | 0 | 0% | Estável |
| | Avante | 1.560 | 1,48% | 0 | 0% | Estável |
| | PP | 1.408 | 1,34% | 0 | 0% | Estável |
| | PSDB | 1.191 | 1,13% | 0 | 0% | 2 |
| | PTB | 659 | 0,62% | 0 | 0% | Estável |
| Votos Validos | Votos Validos | 104.724 | 86,96% | - | – | – |
| → Votos brancos | → Votos brancos | 7.614 | 6,33% | | | |
| → Votos nulos | → Votos nulos | 8.077 | 6,71% | | | |
| Total | Total | 120.368 | 70,46% | | | |
| Abstenção | Abstenção | 50.449 | 29,54% | | | |
| Total de inscritos | Total de inscritos | 170.817 | 100% | | | |

#### Eleitos
| Partido | Partido | Candidato                         | Votos | Porcentagem | Critério de leleição |
| ------- | ------- | --------------------------------- | ----- | ----------- | -------------------- |
|         | PSD     | Jair Santilho Costa               | 2273  | 2,17%       | quociente partidário |
|         | PSD     | Méri Terezinha de Melo Hang       | 2247  | 2,15%       | quociente partidário |
|         | NOVO    | Cryslan Jorjan de Moraes          | 2247  | 2,15%       | quociente partidário |
|         | REP     | Adair Tessari                     | 2184  | 2,09%       | quociente partidário |
|         | PSD     | Nardi Francisco de Sousa Arruda   | 2161  | 2,06%       | quociente partidário |
|         | PSD     | Matson Luis Cé                    | 2123  | 2,03%       | quociente partidário |
|         | PODE    | Jandir da Rosa                    | 1948  | 1,86%       | quociente partidário |
|         | DEM     | Constâncio Krummel Maciel Neto    | 1596  | 1,52%       | quociente partidário |
|         | PSD     | Rodrigo de Andrade                | 1576  | 1,50%       | média                |
|         | PSD     | Cléber Fabiano Goulart            | 1506  | 1,44%       | média                |
|         | PSL     | Romeu José Vieira Neto            | 1503  | 1,44%       | quociente partidário |
|         | MDB     | Alexandre Cidade                  | 1416  | 1,35%       | quociente partidário |
|         | MDB     | Sanderson Almeci de Jesus         | 1408  | 1,34%       | quociente partidário |
|         | MDB     | Alini da Silva Castro             | 1258  | 1,20%       | média                |
|         | PSB     | Antônio Carlos da Silveira Junior | 1237  | 1,18%       | média                |
|         | PDT     | André Guesser                     | 1202  | 1,15%       | quociente partidário |
|         | REP     | Ruanito da Silva                  | 1093  | 1,04%       | média                |
|         | PL      | Marcus Vinicius de Andrade        | 798   | 0,76%       | quociente partidário |
|         | PATRI   | Mauro Henrique da Silva           | 626   | 0,60%       | média                |